# Чокалтеј (Валча)
Чокалтеј (рум. Ciocâltei) насеље је у Румунији у округу Валча у општини Роешти. Oпштина се налази на надморској висини од 304 m.

## Становништво
Према подацима из 2002. године у насељу је живело 378 становника, од којих су сви румунске националности.